# Nicolás Valentini
Nicolás Valentini (ur. 6 kwietnia 2001 w Junín) – argentyński piłkarz włoskiego pochodzenia, występujący na pozycji środkowego obrońcy w argentyńskim klubie CA Boca Juniors oraz w reprezentacji Argentyny U-23.

## Kariera reprezentacyjna[2]
W 2023 dostał powołanie do reprezentacji Argentyny U-23. Zadebiutował 15 grudnia 2023 w wygranym 3:0 meczu z Ekwadorem.

## Sukcesy

### CA Boca Juniors
- Superpuchar Argentyny: 2022